# Óðinn (album)
Óðinn è il quarto album del gruppo folk danese Krauka.

## Tracce
1. Óðinn – 4:20
2. Ró – 3:35
3. Hausahallur – 3:05
4. Goppeti – 3:02
5. Disadans – 4:59
6. Gimli – 3:46
7. Amanden – 3:20
8. Flæskefanden – 2:47
9. Álfasöngur – 5:22
10. Dværgebrok – 3:50
11. Valkyrjuk – 5:48
12. Fram – 3:14

## Formazione
- Aksel Striim - lira, ciaramella, flauti, voce
- Gudjon Rudolf - voce, scacciapensieri, percussioni
- Jens Villy Pedersen - lira, percussioni, flauti, voce
- Søren Zederkof - basso